# Obermorschwihr
Obermorschwihr (Duits: Obermorschweier) is een gemeente in het Franse departement Haut-Rhin (regio Grand Est) en telt 358 inwoners (1999). De plaats maakt deel uit van het arrondissement Colmar-Ribeauvillé.

## Geografie
De oppervlakte van Obermorschwihr bedraagt 1,6 km², de bevolkingsdichtheid is 223,7 inwoners per km².
De onderstaande kaart toont de ligging van Obermorschwihr met de belangrijkste infrastructuur en aangrenzende gemeenten.

## Demografie
Onderstaande figuur toont het verloop van het inwonertal (bron: INSEE-tellingen).